# Adalolfo de Bolonha
Adalolfo, Adelolfo, Adolfo ou Etelvulfo foi conde da Bolonha entre (918-933), ano de sua morte. É chamado às vezes, incorretamente, mas de um modo comum ou usual de Adolfo, nome real de seu bisavô materno, o rei de Wessex Etelvulfo. Ele era filho de Balduíno II, o Calvo, conde de Flandres, e de Elfrida de Wessex.
Com a morte de seu pai, recebeu os condados de Bolonha e de Ternois (Thérouanne).  No mesmo ano ele foi feito abade secular de Saint-Bertin. Em 924, ele foi encarregado pelo Duque da Borgonha e Conde de Paris, Hugo, o Grande a negociação, Etelstano, rei da Inglaterra a mão de sua irmã Edite ou Adelaide.
Ele lutou contra os viquingues no Fauquembergues obtendo a vitória, mas não conseguiu impedir que Sigurdo I se apossasse do Condado de Guines e o tornasse um feudo vassalo do Condado de Flandres.
Ele morreu em 13 de setembro 933, deixando dois filho que foram destronados e expulsos pelo tio Arnulfo I. O seu segundo filho Arnulfo II se revolta e em 964 e consegue recuperar o feudo paterno.